# Championnat National de Première Division
El Championnat National de Première Division (en árabe: الرابطة الجزائرية المحترفة الأولى لكرة القدم‎), oficialmente y por razones de patrocinio Ligue Professionnelle 1 Mobilis, es la máxima categoría del fútbol profesional argelino. Se disputó por primera vez en 1962, tras conseguir Argelia la independencia de Francia, el torneo es organizado por la Federación Argelina de Fútbol.
El equipo campeón y el subcampeón clasifican a la Liga de Campeones de la CAF, mientras el tercer clasificado accede a la Copa Confederación de la CAF.

## Historia
Hasta 1950 se disputaron ligas regionales en Argel, Constantina y Orán. A principios del siglo XX, se jugaron algunos playoffs nacionales, el primero de ellos en 1904. Entre 1920 y 1956, los ganadores de la liga disputaban el Campeonato de África del Norte, junto con los vencedores de las ligas de Marruecos y Túnez. Sin embargo, entre 1957 y 1962, el campeonato no contó con la participación de Marruecos y Túnez (quien también consiguió la independencia), y fue organizado como "Campeonato Argelino".

## Equipos 2024-25
| Club            | Ciudad      | Estadio                        | Capacidad |
| --------------- | ----------- | ------------------------------ | --------- |
| ASO Chlef       | Chlef       | Stade Mohamed Boumezrag        | 18,000    |
| CR Belouizdad   | Argel       | Stade 20 Août 1955             | 10,000    |
| CS Constantine  | Constantine | Stade Mohamed Hamlaoui         | 40,000    |
| ES Mostaganem   | Mostaganem  | Stade Mohamed Bensaïd          | 18,000    |
| ES Sétif        | Sétif       | Stade 8 Mai 1945               | 25,000    |
| JS Kabylie      | Tizi Ouzou  | Stade 1er Novembre 1954        | 20,000    |
| JS Saoura       | Béchar      | Stade 20 Août 1955             | 20,000    |
| MC Alger        | Argel       | Stade 5 Juillet 1962           | 64,000    |
| MC El Bayadh    | El Bayadh   | Stade Zakaria Medjdoub         | 15,000    |
| MC Oran         | Oran        | Estadio Miloud Hadefi          | 40,143    |
| NC Magra        | Magra       | Stade Boucheligue Brothers     | 8,000     |
| Olympique Akbou | Akbou       | Estadio de la Unidad Magrebine | 19,000    |
| Paradou AC      | Argel       | Stade Omar Hamadi              | 10,000    |
| US Biskra       | Biskra      | Stade 18 February              | 24,000    |
| USM Alger       | Algiers     | Stade Omar Hamadi              | 10,000    |
| USM Khenchela   | Khenchela   | Stade Amar Hamam               | 5,000     |

## Palmarés
- Campeones desde la Independencia de Argelia.[3]

| Temporada | Campeón        | Subcampeón       | Máximo goleador                                | Club                                       | Goles |
| --------- | -------------- | ---------------- | ---------------------------------------------- | ------------------------------------------ | ----- |
| 1962-63   | USM Alger      | MC Alger         | Bandera de ?                                   |                                            |       |
| 1963-64   | HAMRA Annaba   | NA Hussein Dey   | Bandera de ?                                   |                                            |       |
| 1964-65   | CR Belouizdad  | MSP Batna        | Hocine Saadi                                   | NA Hussein Dey                             | 21    |
| 1965-66   | CR Belouizdad  | ES Guelma        | Abdelkader Reguig                              | ASM Oran                                   | 20    |
| 1966-67   | NA Hussein Dey | CR Belouizdad    | Noureddine Hachouf                             | ES Guelma                                  | 18    |
| 1967-68   | EP Sétif       | MC Oran          | Abdelkader Fréha                               | MC Oran                                    | 15    |
| 1968-69   | CR Belouizdad  | MC Oran          | Abdelkader Fréha                               | MC Oran                                    | 15    |
| 1969-70   | CR Belouizdad  | MC Alger         | Hassen Lalmas                                  | CR Belouizdad                              | 18    |
| 1970-71   | MC Oran        | CS Constantine   | Abdelkader Freha Noureddine Hamel              | MC Oran                                    | 15    |
| 1971-72   | MC Alger       | CR Belouizdad    | Rabah Gamouh Hassen Tahir                      | MO Constantine MC Alger                    | 24    |
| 1972-73   | JE Tizi-Ouzou  | NA Hussein Dey   | Abdesslem Bousri                               | MC Alger                                   | 12    |
| 1973-74   | JE Tizi-Ouzou  | MO Constantine   | Omar Betrouni                                  | MC Alger                                   | 17    |
| 1974-75   | MC Alger       | RC Kouba         | Boualem Amirouche Sid Ahmed Belkedrouci        | RC Kouba MC Oran                           | 18    |
| 1975-76   | MC Alger       | NA Hussein Dey   | Mohamed Griche                                 | ES Sétif                                   | 21    |
| 1976-77   | JE Tizi-Ouzou  | CR Belouizdad    | Mokrane Baïleche                               | JS Kabylie                                 | 20    |
| 1977-78   | MP Alger       | JE Tizi-Ouzou    | Abdesslem Bousri                               | MC Alger                                   | 14    |
| 1978-79   | MP Alger       | JE Tizi-Ouzou    | Lakhdar Belloumi Abdesslem Bousri              | MC Oran MC Alger                           | 11    |
| 1979-80   | JE Tizi-Ouzou  | CR Belouizdad    | Nasser Bouiche                                 | MC Alger                                   | 19    |
| 1980-81   | RS Kouba       | JE Tizi-Ouzou    | Noureddine Meghichi                            | RC Kouba                                   | 16    |
| 1981-82   | JE Tizi-Ouzou  | NA Hussein Dey   | Abdeslam Bousri                                | MC Alger                                   | 16    |
| 1982-83   | JE Tizi-Ouzou  | EP Setif         | Abdeslam Bousri                                | MC Alger                                   | 19    |
| 1983-84   | GCR Mascara    | USM El Harrach   | Nasser Bouiche                                 | JS Kabylie                                 | 17    |
| 1984-85   | JE Tizi-Ouzou  | MP Oran          | Mohamed Alloui                                 | AS Aïn M'lila                              | 17    |
| 1985-86   | JE Tizi-Ouzou  | EP Setif         | Nasser Bouiche                                 | JS Kabylie                                 | 36    |
| 1986-87   | EP Sétif       | MP Oran          | El-Hadi Khellili                               | RC Relizane                                | 17    |
| 1987-88   | MP Oran        | JE Tizi-Ouzou    | Chawki Bentayeb                                | USM Aïn Béïda                              | 19    |
| 1988-89   | JS Kabylie     | MC Alger         | Nasser Bouiche                                 | JS Kabylie                                 | 18    |
| 1989-90   | JS Kabylie     | MC Oran          | Tarek Hadj Adlane                              | JS Kabylie                                 | 24    |
| 1990-91   | MO Constantine | ASM Oran         | Salah Eddine Benhamadi                         | USM Aïn Béïda                              | 19    |
| 1991-92   | MC Oran        | USM El Harrach   | Abdelhafid Tasfaout                            | MC Oran                                    | 17    |
| 1992-93   | MC Oran        | NA Hussein Dey   | Abdelhafid Tasfaout                            | MC Oran                                    | 15    |
| 1993-94   | US Chaouia     | JS Bordj Ménaïel | Tarek Hadj Adlane                              | JS Kabylie                                 | 18    |
| 1994-95   | JS Kabylie     | MC Oran          | Tarek Hadj Adlane                              | JS Kabylie                                 | 23    |
| 1995-96   | USM Alger      | MC Oran          | Mohamed Brahimi                                | WA Tlemcen                                 | 14    |
| 1996-97   | CS Constantine | MC Oran          | Mohamed Djalti                                 | WA Tlemcen                                 | 15    |
| 1997-98   | USM El Harrach | USM Alger        | Kamel Kaci-Saïd                                | MC Alger                                   | 11    |
| 1998-99   | MC Alger       | JS Kabylie       | Farid Ghazi                                    | JS Kabylie                                 | 19    |
| 1999-00   | CR Belouizdad  | MC Oran          | Lotfi Sahraoui                                 | MO Constantine                             | 11    |
| 2000-01   | CR Belouizdad  | USM Alger        | Issad Bourahli                                 | ES Setif                                   | 16    |
| 2001-02   | USM Alger      | JS Kabylie       | Noureddine Deham Kamel Kherkhache              | ASM Oran USM Blida                         | 13    |
| 2002-03   | USM Alger      | USM Blida        | Moncef Ouichaoui                               | USM Alger                                  | 18    |
| 2003-04   | JS Kabylie     | USM Alger        | Adel El Hadi                                   | USM Annaba                                 | 17    |
| 2004-05   | USM Alger      | JS Kabylie       | Hamid Berguiga                                 | JS Kabylie                                 | 18    |
| 2005-06   | JS Kabylie     | USM Alger        | Hamid Berguiga                                 | JS Kabylie                                 | 18    |
| 2006-07   | ES Sétif       | JS Kabylie       | Cheick Oumar Dabo                              | JS Kabylie                                 | 17    |
| 2007-08   | JS Kabylie     | ASO Chlef        | Nabil Hemani                                   | JS Kabylie                                 | 16    |
| 2008-09   | ES Sétif       | JS Kabylie       | Mohamed Messaoud                               | ASO Chlef                                  | 19    |
| 2009-10   | MC Alger       | ES Sétif         | Hadj Bouguèche                                 | MC Alger                                   | 17    |
| 2010-11   | ASO Chlef      | JSM Béjaïa       | El Arbi Hillel Soudani                         | ASO Chlef                                  | 18    |
| 2011-12   | ES Sétif       | JSM Béjaïa       | Mohamed Messaoud                               | ASO Chlef                                  | 15    |
| 2012-13   | ES Sétif       | USM El Harrach   | Moustapha Djallit                              | MC Alger                                   | 14    |
| 2013-14   | USM Alger      | JS Kabylie       | Albert Ebossé Bodjongo                         | JS Kabylie                                 | 17    |
| 2014-15   | ES Sétif       | MO Béjaïa        | Walid Derrardja                                | MC El Eulma                                | 17    |
| 2015-16   | USM Alger      | JS Saoura        | Mohammad Zubya                                 | MC Oran                                    | 13    |
| 2016-17   | ES Sétif       | MC Alger         | Ahmed Gasmi                                    | NA Hussein Dey                             | 14    |
| 2017-18   | CS Constantine | JS Saoura        | Oussama Darfalou                               | USM Alger                                  | 18    |
| 2018-19   | USM Alger      | JS Kabylie       | Zakaria Naidji                                 | Paradou AC                                 | 20    |
| 2019-20   | CR Belouizdad  | MC Alger         | Abdennour Belhocini Mohamed Tiaiba Lamine Abid | USM Bel Abbès AS Aïn M'lila CS Constantine | 10    |
| 2020-21   | CR Belouizdad  | ES Sétif         | Amir Sayoud Billel Messaoudi                   | CR Belouizdad JS Saoura                    | 19    |
| 2021-22   | CR Belouizdad  | JS Kabylie       | Samy Frioui                                    | MC Alger                                   | 17    |
| 2022-23   | CR Belouizdad  | CS Constantine   | Mohamed Souibaâh                               | ASO Chlef                                  | 13    |
| 2023-24   | MC Alger       | CR Belouizdad    | Youcef Belaïli Ismaïl Belkacemi                | MC Alger USM Alger                         | 14    |
| 2024-25   | MC Alger       | JS Kabylie       | Adil Boulbina                                  | Paradou AC                                 | 20    |

## Títulos por club
| Equipo           | Títulos | Subtítulos | Años campeonatos                                                                   | Años subcampeonatos                                                          |
| ---------------- | ------- | ---------- | ---------------------------------------------------------------------------------- | ---------------------------------------------------------------------------- |
| JS Kabylie       | 14      | 13         | 1973, 1974, 1977, 1980, 1982, 1983, 1985, 1986, 1989, 1990, 1995, 2004, 2006, 2008 | 1978, 1979, 1981, 1988, 1999, 2002, 2005, 2007, 2009, 2014, 2019, 2022, 2025 |
| CR Belouizdad    | 10      | 5          | 1965, 1966, 1969, 1970, 2000, 2001, 2020, 2021, 2022, 2023                         | 1967, 1972, 1977, 1980, 2024                                                 |
| MC Alger         | 9       | 5          | 1972, 1975, 1976, 1978, 1979, 1999, 2010, 2024, 2025                               | 1963, 1970, 1989, 2017, 2020                                                 |
| ES Sétif         | 8       | 4          | 1968, 1987, 2007, 2009, 2012, 2013, 2015, 2017                                     | 1983, 1986, 2010, 2021                                                       |
| USM Alger        | 8       | 4          | 1963, 1996, 2002, 2003, 2005, 2014, 2016, 2019                                     | 1998, 2001, 2004, 2006                                                       |
| MC Oran          | 4       | 9          | 1971, 1988, 1992, 1993                                                             | 1968, 1969, 1985, 1987, 1990, 1995, 1996, 1997, 2000                         |
| CS Constantine   | 2       | 2          | 1997, 2018                                                                         | 1971, 2023                                                                   |
| NA Hussein Dey   | 1       | 5          | 1967                                                                               | 1964, 1973, 1976, 1982, 1993                                                 |
| USM El Harrach   | 1       | 3          | 1998                                                                               | 1984, 1992, 2013                                                             |
| RC Kouba         | 1       | 1          | 1981                                                                               | 1975                                                                         |
| MO Constantine   | 1       | 1          | 1991                                                                               | 1974                                                                         |
| ASO Chlef        | 1       | 1          | 2011                                                                               | 2008                                                                         |
| HAMRA Annaba     | 1       | -          | 1964                                                                               |                                                                              |
| GC Mascara       | 1       | -          | 1984                                                                               |                                                                              |
| US Chaouia       | 1       | -          | 1994                                                                               |                                                                              |
| JSM Béjaïa       | -       | 2          |                                                                                    | 2011, 2012                                                                   |
| JS Saoura        | -       | 2          |                                                                                    | 2016, 2018                                                                   |
| MSP Batna        | -       | 1          |                                                                                    | 1965                                                                         |
| ES Guelma        | -       | 1          |                                                                                    | 1966                                                                         |
| ASM Oran         | -       | 1          |                                                                                    | 1991                                                                         |
| JS Bordj Ménaïel | -       | 1          |                                                                                    | 1994                                                                         |
| USM Blida        | -       | 1          |                                                                                    | 2003                                                                         |
| MO Béjaïa        | -       | 1          |                                                                                    | 2015                                                                         |

### Títulos por Ciudad
| Ciudad         | Títulos | Clubes vencedores                                                                                     |
| -------------- | ------- | --- |
| Argel          | 30      | CR Belouizdad (10), MC Alger (9), USM Alger (8), NA Hussein Dey (1), RC Kouba (1), USM El Harrach (1) |
| Tizi Ouzou     | 14      | JS Kabylie (14)                                                                                       |
| Sétif          | 8       | ES Sétif (8)                                                                                          |
| Orán           | 4       | MC Oran (4)                                                                                           |
| Constantina    | 3       | CS Constantine (2), MO Constantine (1)                                                                |
| Annaba         | 1       | HAMRA Annaba (1)                                                                                      |
| Oum El Bouaghi | 1       | US Chaouia (1)                                                                                        |
| Mascara        | 1       | GC Mascara (1)                                                                                        |
| Chlef          | 1       | ASO Chlef (1)                                                                                         |

## Clasificación histórica
- Tabla histórica del championnat d'Algérie desde la temporada 1964, hasta finalizada la temporada 2021-22. Se consideran tres puntos por victoria, un punto por empate.

|  | Ligue Professionnelle 1 2022-23 |

| N.º | Club                  | Temp. | P.D. | P.G. | P.E. | P.P. | G.F. | G.C. | Dif. | Puntos |
| --- | --------------------- | ----- | ---- | ---- | ---- | ---- | ---- | ---- | ---- | ------ |
| 1   | CR Belouizdad         | 57    | 1665 | 668  | 492  | 505  | 2057 | 1627 | 430  | 2775   |
| 2   | ES Sétif              | 54    | 1576 | 663  | 452  | 461  | 2030 | 1598 | 432  | 2739   |
| 3   | JS Kabylie            | 53    | 1571 | 424  | 705  | 442  | 2063 | 1308 | 755  | 2716   |
| 4   | MC Oran               | 57    | 1664 | 648  | 494  | 522  | 2087 | 1785 | 302  | 2692   |
| 5   | MC Alger              | 53    | 1554 | 616  | 495  | 443  | 1933 | 1584 | 349  | 2682   |
| 6   | USM Alger             | 42    | 1219 | 508  | 331  | 380  | 1583 | 1203 | 380  | 2138   |
| 7   | NA Hussein Dey        | 45    | 1318 | 471  | 400  | 447  | 1489 | 1370 | 119  | 1543   |
| 8   | USM El Harrach        | 34    | 1020 | 363  | 218  | 339  | 1119 | 968  | 51   | 1530   |
| 9   | ASM Oran              | 32    | 954  | 299  | 278  | 378  | 967  | 1129 | -162 | 1454   |
| 10  | RC Kouba              | 28    | 792  | 263  | 230  | 299  | 950  | 945  | 5    | 1341   |
| 11  | ASO Chlef             | 27    | 865  | 304  | 267  | 294  | 891  | 861  | 30   | 1275   |
| 12  | USM Bel-Abbès         | 27    | 791  | 239  | 227  | 357  | 748  | 965  | -217 | 1198   |
| 13  | WA Tlemcen            | 30    | 916  | 311  | 237  | 368  | 960  | 1039 | -79  | 1184   |
| 14  | CS Constantine        | 25    | 756  | 262  | 230  | 264  | 785  | 813  | -28  | 1045   |
| 15  | USM Blida             | 26    | 798  | 257  | 244  | 297  | 870  | 887  | -17  | 1031   |
| 16  | MO Constantine        | 22    | 614  | 226  | 146  | 242  | 705  | 746  | -41  | 944    |
| 17  | CA Batna              | 23    | 652  | 206  | 159  | 287  | 610  | 814  | -204 | 877    |
| 18  | ES Guelma             | 17    | 488  | 153  | 124  | 211  | 522  | 692  | -170 | 853    |
| 19  | USM Annaba            | 21    | 652  | 224  | 186  | 242  | 694  | 643  | 51   | 833    |
| 20  | AS Aïn M'lila         | 20    | 608  | 206  | 177  | 225  | 495  | 623  | -128 | 737    |
| 21  | WA Boufarik           | 14    | 424  | 118  | 113  | 163  | 404  | 518  | -114 | 626    |
| 22  | GC Mascara            | 12    | 378  | 124  | 94   | 160  | 429  | 523  | -94  | 612    |
| 23  | HAMRA Annaba          | 11    | 297  | 102  | 79   | 116  | 338  | 342  | -4   | 583    |
| 24  | JSM Béjaïa            | 14    | 414  | 144  | 126  | 144  | 427  | 444  | -17  | 567    |
| 25  | JS Bordj Ménaïel      | 13    | 418  | 135  | 135  | 148  | 417  | 453  | -36  | 520    |
| 26  | JSM Tiaret            | 11    | 334  | 99   | 95   | 140  | 314  | 414  | -100 | 502    |
| 27  | ES Collo              | 9     | 296  | 103  | 88   | 105  | 269  | 287  | -18  | 486    |
| 28  | JS Saoura             | 10    | 304  | 132  | 82   | 90   | 374  | 266  | 108  | 478    |
| 29  | CA Bordj Bou Arreridj | 16    | 448  | 144  | 128  | 210  | 417  | 581  | -174 | 476    |
| 30  | MC Saïda              | 11    | 327  | 87   | 93   | 133  | 330  | 431  | -101 | 459    |
| 31  | USM Aïn Beïda         | 8     | 260  | 99   | 59   | 102  | 261  | 282  | -21  | 378    |
| 32  | RC Relizane           | 9     | 302  | 92   | 97   | 103  | 321  | 393  | -72  | 349    |
| 33  | DNC Alger             | 6     | 178  | 44   | 63   | 71   | 185  | 215  | -30  | 329    |
| 34  | Paradou AC            | 7     | 212  | 81   | 51   | 80   | 256  | 231  | 25   | 294    |
| 35  | MC El Eulma           | 7     | 216  | 76   | 61   | 79   | 247  | 241  | 6    | 289    |
| 36  | US Chaouia            | 9     | 250  | 87   | 64   | 99   | 229  | 282  | -53  | 282    |
| 37  | USM Sétif             | 4     | 120  | 34   | 25   | 60   | 130  | 203  | -73  | 213    |
| 38  | AS Khroub             | 5     | 156  | 48   | 49   | 59   | 147  | 188  | -39  | 193    |
| 39  | Olympique de Médéa    | 5     | 162  | 48   | 48   | 66   | 149  | 199  | -50  | 192    |
| 40  | MSP Batna             | 4     | 126  | 40   | 33   | 53   | 126  | 150  | -24  | 188    |
| 41  | MO Béjaïa             | 5     | 150  | 43   | 50   | 58   | 144  | 166  | -22  | 181    |
| 42  | US Biskra             | 5     | 154  | 42   | 45   | 67   | 121  | 180  | -59  | 171    |
| 43  | ES Mostaganem         | 4     | 100  | 32   | 25   | 43   | 116  | 148  | -32  | 164    |
| 44  | DRB Tadjenanet        | 4     | 120  | 38   | 36   | 46   | 124  | 141  | -17  | 150    |
| 45  | RC Arbaa              | 4     | 124  | 38   | 32   | 54   | 132  | 167  | -35  | 146    |
| 46  | JSM Skikda            | 4     | 124  | 29   | 28   | 67   | 91   | 181  | -80  | 143    |
| 47  | JS Djijel             | 3     | 74   | 21   | 15   | 38   | 70   | 111  | -41  | 131    |
| 48  | NC Magra              | 3     | 94   | 31   | 23   | 40   | 85   | 110  | -25  | 116    |
| 49  | OMR El Annasser       | 3     | 90   | 26   | 29   | 35   | 89   | 99   | -10  | 107    |
| 50  | USM Khenchela         | 2     | 60   | 15   | 14   | 31   | 52   | 93   | -41  | 104    |
| 51  | SCM Oran              | 2     | 52   | 15   | 17   | 20   | 61   | 87   | -26  | 99     |
| 52  | WA Mostaganem         | 3     | 90   | 29   | 25   | 36   | 104  | 121  | -17  | 91     |
| 53  | US Santé              | 1     | 30   | 5    | 6    | 19   | 18   | 50   | -32  | 46     |
| 54  | HB Chelghoum Laïd     | 1     | 34   | 11   | 12   | 11   | 40   | 41   | -1   | 45     |
| 55  | RCG Oran              | 1     | 26   | 4    | 6    | 16   | 22   | 42   | -20  | 39     |
| 56  | US Tébessa            | 1     | 26   | 8    | 9    | 9    | 25   | 35   | -10  | 33     |
| 57  | SA Mohammadia         | 1     | 26   | 6    | 9    | 11   | 22   | 33   | -11  | 27     |
| 58  | CRB Aïn Fakroun       | 1     | 30   | 5    | 5    | 20   | 16   | 39   | -23  | 20     |
| 59  | USMM Hadjout          | 1     | 26   | 1    | 9    | 16   | 14   | 44   | -30  | 12     |
| 60  | E Sour El Ghozlane    | 1     | 26   | 3    | 3    | 20   | 13   | 45   | -32  | 12     |
| 61  | MC El Bayadh          | 0     | 0    | 0    | 0    | 0    | 0    | 0    | 0    | 0      |